# Kiến trúc Lưỡng Hà
| Lịch sử kiến trúc phương Tây |
| Kiến trúc thời kì đồ đá      |
| Kiến trúc Ai Cập cổ đại      |
| Kiến trúc Lưỡng Hà           |
| Kiến trúc cổ điển            |
| Kiến trúc Hy Lạp cổ đại      |
| Kiến trúc La Mã cổ đại       |
| Kiến trúc thời Trung Cổ      |
| Kiến trúc Byzantine          |
| Kiến trúc Romanesque         |
| Kiến trúc Gothic             |
| Kiến trúc Phục Hưng          |
| Kiến trúc Baroque            |
| Kiến trúc Rococo             |
| Kiến trúc Tân cổ điển        |
| Kiến trúc hiện đại           |
| Kiến trúc hậu hiện đại       |
|                              |
| Các mục từ                   |

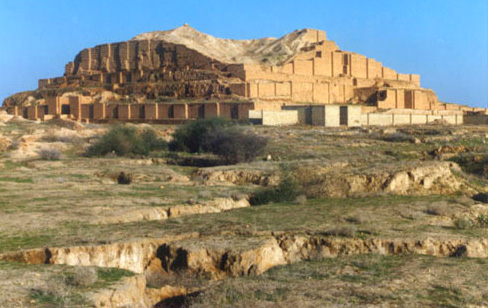
Ziggurat

Lưỡng Hà (Mesopotamia) là một bình nguyên nằm giữa hai con sông Tigris và Euphrates thuộc Tây Á, ngày nay là miền nam của Iraq.

## Giai đoạn 4000 năm trước Công nguyên
Các công trình sớm nhất được tìm thấy tại các địa điểm như Mureybet và Abu Hureyra ở Syria vào khoảng 8000 năm trước Công nguyên là các nhà ở bán ngầm (semi-subterranean dwellings) hình tròn. Một phần tường hình tròn được tìm thấy ở Zagros khoảng 8000 năm trước Công nguyên được xem như di tích kiến trúc đầu tiên của vùng phía bắc Lưỡng Hà. Công trình kiến trúc đầu tiên được ghi nhận ở vùng Hạ Iraq được tìm thấy ở vùng Maghzaliyah, gần Yarim Tepe vào khoảng 7000 năm trước Công nguyên với các thành đá cư trú (megalithic settlement wall) và các kết hình vuông được làm từ các khối bùn (tauf), trên nền đá.

## Kiến trúc của người Sumer
Các cư dân người Sumer đầu tiên đã định cư ở Lưỡng Hà và xây dựng nên nền văn minh ở đây vào khoảng 3500 năm trước Công nguyên cho đến thời đại Babylon. Kiến trúc của vùng Lưỡng Hà thường được xem như bắt đầu với sự hình thành các thành phố của người Sumer và sự sáng tạo nên chữ viết và khoảng 3100 năm trước Công nguyên. Các công trình kiến trúc được xây dựng trong thời kì Protoliterate là chủ yếu là các đền đài tôn giáo. Người Sumer sử dụng vật liệu chủ yếu xây dựng bằng gạch-bùn, với thể loại công trình nổi tiếng là các Đài chiêm tinh Ziggurat, còn được gọi là bệ núi, ra đời trên cơ sở sùng bái đồi núi, sùng bái thiên thể và tục lệ xem sao, các vì tinh tú trên trời. Ziggurat là loại hình kiến trúc kiểu tầng bậc, bệ cao nọ đặt trên bệ cao kia, càng lên cao thì thu dần lại, có đường dốc trượt hoặc bậc thang thẳng góc hoặc men theo khối xây để đi lên đỉnh, trên đỉnh có một đền thờ nhỏ. Bậc thang có khi đi lên từ bên phải và bên trái khối xây, cũng có kiểu bậc thang xoáy trôn ốc. Mỗi thành phố đều có một hoặc một số Ziggurat. Dấu vết còn lại đã chứng minh đó là những công trình kiến trúc bằng đất nện, bên ngoài có xây một lớp gạch. Ziggurat còn lại ở thành phố Ur là chứng tích nổi tiếng nhất của loại hình kiến trúc này, có niên đại khoảng năm 2125 TCN, có kích thước đáy 65 x 43 m, tầng một cao 9,75 m, tầng hai có kích thước 347 x 23 m, cao 2,5 m, chiều cao tầng trên cùng khoảng 21 m. Ngoài Ziggurat ở Ur, người ta còn tìm thấy dấu vết các Ziggurat khác ở Uruk, Eridou, Ninive và tạo dựng lại cả hình ảnh Ziggurat ở Babilon. Nhìn chung, các Ziggurat có từ ba đến bảy bậc, mỗi tầng được trang trí một màu khác nhau, tượng trưng cho một ngôi sao thờ.
Các ngôi đền điển hình của thời kì Protoliterate, bất kể dạng nền bằng hoặc dạng nền nâng cao được xây dựng tỉ mỉ hơn trong mặt bằng và các chi tiết trang trí. Tường nội thất thường được trang trí bằng các họa tiết hoặc hình mẫu khảm bằng đất nung màu sáng hoặc được mạ đồng. Ở cổng vào các thành phố của người Sume ở Uruk (ngày nay là Tall al-Warka, Iraq) thường có các cột được trang trí theo cách đó. Trong nội thất các tường nền bằng được trang trí với các tranh tường miêu tả các sự tích thần thánh như ở Uqair

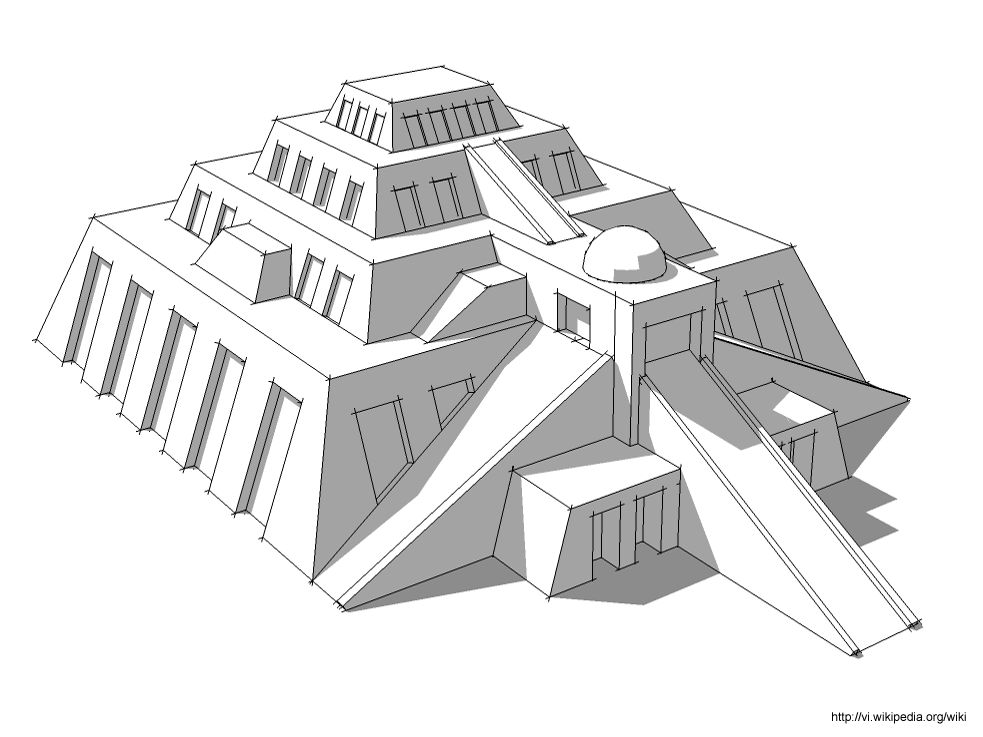
Mô phỏng một Ziggurat

Do vùng bình nguyên Tigris-Euphrates không có khoáng vật và cây cối lớn, các cấu trúc của người Sumer thường là từ gạch bùn dạng lồi (plano-convex mudbrick). Gạch lồi này được sản xuất từ đất nung hoặc phơi khô dưới ánh nắng mặt trời. Viên gạch có hình dạng với mặt dưới phẳng, mặt trên có dạng chỏm cầu. Người ta sử dụng sử dụng bùn làm vữa kết dính trong kết cấu xây dựng mà không dùng đến xi măng. Để tạo được độ ổn định cho kết cấu, người ta đặt một hàng gạch phẳng xuống đáy của mỗi hàng gạch. Phần lỗ thủng giữa các viên gạch được trét bằng nhựa cây, rơm, sậy và cỏ dại.
Do xây dựng bằng bùn đất, các công trình bằng cuối cùng sẽ bị hư hỏng, do vậy người Sumer phải phá hủy định kì, san phẳng và xây dựng lại trên cùng một địa điểm. Chu kì tái xây dựng các công trình trên cùng một địa điểm dần dần đã nâng cao cốt nền chung của toàn thành phố hơn vùng bình nguyên xung quanh thành các đồi. Các đồi này được tìm thấy ở khắp vùng Cận Đông. Các cuốn sách Sumer cổ đại (cylinder seals) cũng miêu tả quá trình xây dựng từ cây sậy, không giống với những công trình được xây dựng ở vùng đầm lầy Ả rập phía nam Iraq ngày nay. Các ngôi đền và cung điện của người Sumer được xây dựng bằng các vật liệu và kỹ thuật tiên tiến hơn, ví dụ như trụ tường, hõm tường, bán cột và nền đất sét.

## Kiến trúc Babylon
Cuối thiên niên kỷ thứ III trước Công Nguyên, lợi dụng sự suy sụp của Lưỡng Hà, hai tộc người Elam và người Amorites xâm lược tàn phá và cướp bóc. Người Amorites xây dựng hai quốc gia về phía Nam của Lưỡng Hà là Ixine và Laxa; ở phía Bắc của Lưỡng Hà cũng hình thành các quốc gia Esnunna và Marie. Đến lượt các quốc gia trên tranh giành và gây chiến với nhau liên miên, gây nên cảnh đổ nát hoang tàn.
Vào khoảng đầu thế kỷ XIX trước Công Nguyên, người Amorites thống nhất Bắc Lưỡng Hà và hình thành quốc gia cổ Babylon (khác với Tân Babylon sau này) và họ đã thống nhất được khu vực Lưỡng Hà. Quốc gia Babylon cổ nằm trên đường giao lưu quan trọng nối châu Á rộng lớn sang Địa Trung Hải, châu Phi và châu Âu.
Sự cường thịnh và hùng mạnh đạt đến cao điểm vào thời kỳ 1792-1750 trước Công Nguyên, dưới triều đại vua Hammourabi. Nhà nước cổ Babylon thống nhất trên một diện tích lãnh thổ toàn bộ Lưỡng Hà và bị suy sụp vào khoảng cuối thiên niên kỷ thứ II trước Công Nguyên bởi người Catsites nổi dậy và làm chủ hầu hết lãnh thổ của Babylon.
- Kinh tế Babylon có những sắc thái đặc biệt do giao điểm của các con đường Đông Tây cũng như sự trù phú của đồng bằng Lưỡng Hà. Nông nghiệp phát triển nhờ vào các yếu tố thuận lợi cũng như thành tựu thủy lợi của thời kỳ này. Người Babylon không những tự cung cấp được lương thực mà còn có một lượng dồi dào để thông thương buôn bán với các khu vực khác. Vua Hammourabi ra lệnh đào một con sông tưới cho cả vùng rộng lớn Akkad.

Thủ công nghiệp có nghề làm gạch, luyện kim, đồ trang sức, dệt, da, đóng thuyền, xây dựng... bên cạnh một nền thương mại phát triển giúp cho vùng Babylon càng thêm giàu có và phát triển.
- Xã hội nổi bật bởi sự ra đời của bộ luật Hammorabi chia cư dân thành ba hạng người: dân tự do, tiện dân và nô lệ. Nguồn nô lệ chủ yếu được cấp từ nguồn tù binh chiến tranh, mua bán.
- Chính trị từ thời Hammorabi, các vua Babylon tự coi mình là hiện thân của thần thánh. Vua tự đồng nhất mình với việc kế vị các vị thần cho nên vương quyền và thần quyền hòa quyện với nhau, tạo thành một chế độ độc đoán chuyên chế và thần bí.
- Văn hoá của Babylon cổ là sự giao hòa giữa hai yếu tố Sumer và Akkad. Sự ra đời bộ luật Hammorabi và được khắc trên một tấm đá bazan cao 2,25 mét, đường kính đáy gần 2 mét. Phía trên mặt trước của tấm đá được khắc hình thần Mặt Trời ngồi trên ngai trao bộ luật cho vua Hammorabi đứng đón một cách trịnh trọng. Phiến đá này được người Pháp tìm thấy ở kinh đo của xứ Elam cổ, hiện nay đang được lưu giữ ở bảo tàng Louvre.
- Nghệ thuật của Babylon cổ đạt đến trình độ điêu luyện trên nền tảng của hai yếu tố Sumer và Akkad. Nghệ thuật hội họa gắn chặt với nghệ thuật kiến trúc.
- Kiến trúc Của người Ả Rập có nhiều thành tựu đáng trọng. Huyền thoại các cung điện nguy nga tráng lệ và những câu truyện cổ tích thần tiên đã tô điểm cho thế giới Ả Rập thần bí và là những tuyệt tác của nhân loại.

Kiến trúc Ả Rập là tinh hoa pha trộn và sáng tạo của các luồng kiến trúc Địa Trung Hải và văn minh sông Hằng xa xội. Thành phố Babylon được bao quanh bởi một bức tường màu vàng dài 13 km và có 300 tháp canh. Đỉnh cao và chiếm về mức độ vĩ đại là một trong bảy kỳ quan cổ của người Babylon: Vườn treo Babylon.
Kỳ quan thế giới này được NebuchADnezzar xây dựng vào khoảng năm 605-562 TCN. Ông coi đó như một món quà dành cho người vợ, một người đã trưởng thành trong vùng đất quanh Media, khao khát cảnh núi rừng hùng vĩ.
Những đường rãnh hùng vĩ cùng các vòi phun nước theo phong cách boroque treo lơ lửng trên các mái vòm đan xen nhau, điều tuyệt diệu trong phong cách núi rừng của đất nước Iran được chuyển về vùng đồng bằng Mesopotamia ảm đạm - Vườn treo Babylon kết hợp trình độ bậc thầy về kỹ thuật với giấc mộng trữ tình. Sử gia có uy tín, người đầu tiên đề cập đến vườn treo là Berossus, một người dân thành Babylon đã viết về vườn treo vào khoảng năm 270 TCN. Ông kể rằng, NebuchADnezzar (605-562 TCN) xây một cung điện mới trong 15 ngày, nền móng bằng đá hay các bãi đất có hình bậc thang tựa như phong cảnh núi rừng. Theo lời Berossus, cây cối được trồng tại đây, cái được gọi là vườn treo, nhằm làm vui lòng một vị hoàng hậu.
Một trong số những thành tích của NebuchADnezzar, theo Berossus biết, mô tả cung điện mới của nhà vua như sau: cung điện cao như núi, một phần xây dựng bằng đá, nghe nói chỉ trong 15 ngày là hoàn tất. Không nêu cụ thể một khu vườn nào cả, nhưng các cung điện chỉ chăm sóc có một khu vườn.
Người Hy Lạp về sau bổ sung thêm nhiều chi tiết. Một giả thuyết kể rằng khu vườn rộng 120 m2, chiều cao của bức tường thành cao khoảng 25 m. Khu vườn có bãi đất tạo hình bậc thang như một nhà hát, với các công trình nhỏ hòa quyện bên trong. Phần nền xây nhiều vách tường, mỗi vách rộng khoảng 7m và cách nhau 3m, để đỡ các dầm bằng đá. Phía trên dầm là ba lớp riêng biệt - sậy đặt trong lớp nhựa đường, hai lớp đá xây bằng gạch, và lớp vỏ ngoài cùng làm bằng chì. Đất trong khu vườn đặt ở trên cùng, nước tưới cây lấy từ các cỗ máy ngụy trang hút nước từ con sông chảy bên dưới.
Một giả thuyết thứ hai cho rằng, có đến 20 vách tường chống. Một giả thuyết thứ ba lại kể khu vườn nằm trên các mái cong dạng vòm xây bằng gạch và nhựa đường: các đinh vít kiểu Archimede nằm dọc theo cầu thang cung cấp nước. Một mô tả khác cho rằng có một công trình phụ gồm các cột bằng đá đỡ các dầm bằng gỗ: dầm làm bằng thân cây cọ. Thay vì bị mục rữa, đã mang chất bổ đến nuôi dưỡng rễ cây trồng trong khu vực treo ở phía trên, toàn bộ khuôn viên được tưới tiêu bằng một hệ thống gồm các vòi phun nước và máng dẫn thiết kế thật tài tình.
Vì có những mô tả trái ngược nhau, một số tỏ ra ngờ vực liệu vườn treo có thật hay không. Tuy không có một đề cập đến bất cứ đặc điểm kiến trúc nào, ngoại trừ các thân cây không bị mục rữa, quả đáng ngạc nhiên. Du khách Hy Lạp chắc hẳn đã chứng kiến việc đưa cây cối lên cao, và chúng ta có thể tìm kiếm những gì còn lại trong đống đổ nát hiện tại theo cách hợp pháp. Nhưng thật không may, các cung điện ở Babylon đã bị những người háo hức tận dụng những viên gạch nung tráng lệ tàn phá hàng ngàn năm trước. Ngày nay chỉ còn lại phần nền móng mà thôi.
Những người thám hiểm ban đầu tìm kiếm các khu vườn trong Cung điện mùa hè trên cao, diện tích khoảng 180 m2, cùng với việc kết hợp các giếng nước công phu, nhưng vẫn không đủ không gian dành cho các bãi đất hình bậc thang và cây cối. Một nhà khảo cổ đã xác định vị trí của khu vườn nằm phía trên một số mái cong dạng vòm mà ông phát hiện nằm ở Cung điện phía Nam, lại một lần nữa cũng có các giếng nước, cái mái dạng vòm còn là nền móng của một khu vực hành chánh, cũng có thể là một nhà lao.
Bất kỳ ai tìm kiếm mặt bằng tầng trệt thuộc khu vực cung điện sẽ nhận thấy các cung điện phía Bắc và phía Nam nằm bên sườn hướng Bắc và Tây, gắn với Euphrates, bằng các công trình nào trong số này cũng đều có các khu vườn tạo hình bậc thang, có lẽ gây ấn tượng nhất là công trình phụ phía Tây. Phần bao quanh này, có diện tích khoảng 190 x 80 m, với các tường ngoài rộng khoảng 20 m, làm bằng gạch đặt trong lớp nhựa đường. Có nhiều căn phòng ở đầu phía Bắc, trong khi ở đầu phía Nam có một góc hình vuông, có lẽ cầu thang đặt trong một góc. Trong công trình độc đáo này, có thể người ta đã tạo hình một khu vườn hình vuông, gần bằng với kích thước yêu cầu, với các ngôi nhà nghỉ trong mùa hè cùng một khu núi non bộ tạo hình bậc thang.
Nhưng vấn đề này chỉ được giải quyết qua những cuộc khai quật gần đây hoặc bằng một số tư liệu chưa tìm thấy từ thời vương triều Nebuchadnezzar. Cho đến lúc này, chúng ta có thể hình dung Vườn treo có các mái dạng vòm và vòi nước hoặc bằng bất cứ hình ảnh nào trong trí tưởng tượng.

## Kiến trúc Assyria
Trong lịch sử, từ Assyria được dùng sớm nhất để chỉ vùng thượng sông Tigris, đặt theo tên thủ đô đầu tiên, thành phố cổ Assur. Sau đó, nó ám chỉ một quốc gia và đế chế khống chế toàn bộ Fertile Crescent (vùng đất hình trăng lưỡi liềm ở Trung Đông bao gồm Levant, Lưỡng Hà và Ai Cập cổ), Ai Cập và phần lớn Anatolia. Từ Assyria đích thực chỉ vùng đất ở nửa bắc Lưỡng Hà (nửa phía nam là Babylon), với Nineveh là thủ đô.
Đất nước của người Assyria ở gần miền đồi núi, chạy dài theo sông Tigris tới tận núi Gordiaean hay dãy Carduchian ở Armenia, đôi khi được biết đến như là dãy núi Ashur.
Các vị vua Assyria lãnh đạo một đất nước rộng lớn trong ba thời điểm khác nhau trong lịch sử. Đó là các vương quốc Assyria cổ, giữa và mới. Vương quốc hùng mạnh và nổi tiếng nhất là vương quốc Assyria mới, 911-612 TCN.
Người Assyria đã nghĩ ra cách đào hố dưới chân tường thành, dùng các xe ram có cọc nhọn để phá tường thành. Họ cũng nghĩ ra các đội công binh xây cầu vượt sông với cầu phao hay các chiến binh trang bị túi da bơm căng để bơi.
Nơi có nhiều dấu tích đồ đá mới nhiều nhất ở Assyria là Tell Hassuna, trung tâm của nền văn hóa Hassuna. Buổi ban đầu của vương quốc Assyria không được xác thực rõ ràng lắm. Dựa theo những truyền thuyết Judeo-Christan, thành phố Ashur (Assur) được thành lập bởi Ashur con trai của Shem, người được đời sau xem như là thần bảo trợ của thành phố.
Thung lũng thượng sông Tigris bị thống trị bởi Sumer, Akkad và bắc Babylon; từng là một phần của đế quốc Sargon, đã bị tiêu diệt bởi bọn rợ trong thời Gutian, sau đó xây dựng lại, và kết thúc bởi sự cai trị của vương triều thứ ba Ur.
Những bản khắc chứ đầu tiên của người Assyria xuất hiện sau năm 2000 TCN. Nền quân chủ của Assyria được thiết lập bởi Zuliu, được cho là sống sau Bel-kap-kapu, tổ tiên của Shalmaneser I.
Thành phố Ashur đã có các liên hệ với các thành phố khác trên cao nguyên Anatolia (Thổ Nhĩ Kì ngày nay). Người Assyria thiết lập các khu buôn bán ở Cappadocia, Kanesh vào khoảng 1920 TCN-1840 TCN và 1798 TCN-1740 TCN. Những nơi này được gọi là karum, trong tiếng Akkad nghĩa là cảng, được ràng buộc với các thành phố ở Anatolia nhưng không dính kết về mặt địa lý, có các loại thuế đặc biệt. Chúng được truyền miệng về quá trình giao thương giữa Ashur và Anatolia nhưng không có công trình khảo cổ hay văn bản viết nào thể hiện. Sự trao đổi bao gồm kim loại (có lẽ là chì hay thiếc, không nguyên chất) và hàng dệt vải từ Assyria, chúng được đổi lấy kim loại quý hiếm từ Anatolia.

## Nghệ thuật trang trí
Đến 3000 năm trước Công nguyên trở đi, các hình thức trang trí công trình đã rất phát triển. Gạch ốp lát lưu ly là đỉnh cao của nghệ thuật trang trí mặt tường kiến trúc Lưỡng Hà cổ đại. Gạch có màu men óng ánh khác nhau, có độ bền vững tốt. Nền của những diện tích lớn trang trí bằng gạch lưu ly có màu lam đậm, phù điêu màu trắng hoặc màu vàng kim nhũ, toàn bộ tạo thành những "tấm thảm" rất ấn tượng. Lịch sử phát triển loại gạch lưu ly gắn bó với việc xây dựng lớn của Babilon thời đại Tân Babilon thế kỷ 6 TCN.
Triều đại Nabucodonosor 2 còn để lại cho nhân loại hai chứng tích lớn về kiến trúc có sử dụng gạch lưu ly từ thế kỷ 6. Chứng tích thứ nhất là cửa thành Ishtar, có bố cục trang trí các mảng tường lớn, phân bố đều các hình động vật, lặp di lặp lại một cách đơn giản nhưng ấn tượng về nhịp điệu rất mạnh. Chứng tích thứ hai là bức tường phía sau ngự điện trong cung điện của nhà vua Nabucodonosor. Toàn bộ mặt tường là bức tranh lớn, có một loạt con sư tử ở chân tường, băng giữa của tường có bốn cây, mỗi cây lại đỡ những bó hoa hai tầng, băng trên cùng là dải hoa cỏ.